# Discografia di Skye and Ross
La discografia complessiva del gruppo musicale trip hop Skye and Ross comprende 1 album in studio e 3 singoli.

## Album in studio
| 2016                                                                                    | Skye and Ross - Pubblicato: 2 settembre 2016 - Etichetta: Cooking Vinyl - Formato: CD, LP, download digitale | 87 |  |
| "—" significa che l'album non si è classificato o non è stato pubblicato in quel paese. | |    |  |

## Singoli
| 2016                                                                                       | Light of Gold | — | — | — | — | — | — | — | — |  | Skye \| Ross |
| 2016                                                                                       | How to Fly    | — | — | — | — | — | — | — | — |  | Skye \| Ross |
| 2016                                                                                       | Medicine      | — | — | — | — | — | — | — | — |  | Skye \| Ross |
| "—" significa che il singolo non si è classificato o non è stato pubblicato in quel paese. |               |   |   |   |   |   |   |   |   |  |              |

## Video musicali
| Anno | Singolo       | Direttore    |
| ---- | ------------- | ------------ |
| 2016 | Light of Gold | Tom Merilion |